# Intragna (Włochy)
Intragna – miejscowość i gmina we Włoszech, w regionie Piemont, w prowincji Cusio Ossola.
Według danych na rok 2004 gminę zamieszkiwało 125 osób, 13,9 os./km².
Intragna ma dobre połączenie kolejowe z Locarno w Szwajcarii i Domodossolą we Włoszech, a także połączenia autobusowe, które prowadzą do różnych szlaków turystycznych - kilka interesujących ścieżek zaczyna się lub kończy w samej Intragnie.